# Голдуин, Кайл
Кайл Голдуин (англ. Kyle Goldwin; 24 апреля 1985, Гибралтар) — гибралтарский футболист, вратарь клуба «Линкольн Ред Импс» и сборной Гибралтара.

## Биография

### Клубная карьера
Начинал играть в футбол в чемпионате Гибралтара в 2005 году, причём в начале карьеры выступал в основном во второй лиге. После вступления Гибралтара в УЕФА, провёл один сезон в клубе высшей лиги «Глэсис Юнайтед». В 2014 году стал игроком клуба второй лиги «Гибралтар Юнайтед», но в первый же сезон выиграл с командой второй дивизион и вернулся в высшую лигу, где продолжал играть за «Гибралтар Юнайтед» до 2019 года. Летом 2019 года подписал контракт с действующим чемпионом Гибралтара — «Линкольн Ред Импс».

### Карьера в сборной
Впервые был вызван в сборную Гибралтара на товарищеский матч с Португалией 1 сентября 2016 года, однако на поле не вышел. В дальнейшем стабильно приглашался практически на каждый сбор национальной команды, однако на поле долгое время не появлялся. Дебютировал за сборную Гибралтара 25 марта 2018 года в товарищеском матче со сборной Латвии, в котором отыграл все 90 минут и не пропустил голов в свои ворота. Игра закончилась победой Гибралтара со счётом 1:0. Осенью того же года Голдуин был основным вратарём сборной в Лиге наций УЕФА, где сыграл в 5 матчах из 6 и пропустил 11 голов.